# سمنغ (مقاطعة فيروزآباد)
سمنغ (بالفارسية: سمنگ) هي قرية تقع في قسم دادنجان الريفي في إيران. يقدر عدد سكانها بـ 123 نسمة بحسب إحصاء 2016.